# Tevere (nave ospedale)
La Tevere (già Gablonz) è stata una nave ospedale della Regia Marina, già piroscafo misto italiano (in precedenza austroungarico).

## Storia

Il Tevere verosimilmente nei primi anni di servizio.

Varata nel maggio 1912 nei cantieri San Rocco di Muggia, la nave venne completata nel febbraio 1913, entrando in servizio il mese successivo per il Lloyd Austriaco, con sede a Trieste. Battezzata originariamente Gablonz, l'unità era in origine un piroscafo misto da 8289 (per altre fonti 8448) tonnellate di stazza lorda, della capienza di 210 passeggeri (180 in prima classe e 30 in seconda). Come il gemello Marienbad, il Gablonz venne assegnato alla linea di lusso verso l'India: nel marzo 1913 lasciò Trieste per il viaggio inaugurale, durante il quale toccò Venezia, Brindisi, Suez ed Aden, giungendo infine a Bombay.
Dopo un solo anno di servizio, nel 1914, in seguito allo scoppio della prima guerra mondiale, il Gablonz venne disarmato nel lago di Procliano, in Dalmazia (a nord di Sebenico), unitamente ad altri bastimenti del Lloyd Austriaco.
Con la conclusione del conflitto, nel novembre 1918, la dissoluzione dell'Impero austro-ungarico e l'annessione all'Italia della Venezia Giulia, il Lloyd Austriaco divenne Lloyd Triestino (dapprima, il 3 gennaio 1919, come Società di Navigazione del Lloyd in Trieste, poi come Società anonima di Navigazione Lloyd Triestino): dopo aver provvisoriamente inalberato la bandiera interalleata, il Gablonz passò definitivamente all'Italia nel 1919 o 1920, venendo rinominato Tevere ed iscritto con matricola 481 al Compartimento marittimo di Napoli.
Nel 1919 la nave venne brevemente impiegata per conto della Peninsular Steamship and Navigation Company inglese. Rientrando da un viaggio a Londra, con a bordo passeggeri britannici, il piroscafo venne inviato a Vladivostok con rifornimenti per il corpo di spedizione britannico inviato a combattere le truppe bolsceviche nell'agosto precedente, giungendo nel porto russo il 1º settembre 1919. Dopo lavori di adattamento durati circa quattro o cinque giorni, la nave imbarcò una sessantina di ex prigionieri austroungarici di nazionalità italiana (per metà trentini e per metà friulani, istriani e giuliani) e la loro scorta (venti marinai della Legazione Italiana di Pechino e circa altrettanti carabinieri napoletani), ripartendo poi da Vladivostok il 6 settembre 1919. Dopo aver toccato Shanghai (10 settembre), Hong Kong (17 settembre), Singapore (24 settembre), Colombo (2-3 ottobre), Porto Said (17 ottobre), Brindisi (21 ottobre), la Dalmazia e l'Istria, il piroscafo giunse infine a Trieste il 23 ottobre 1919.

Il Tevere in servizio per il Lloyd Triestino con la colorazione originaria

Nel corso del 1920 il piroscafo tornò in servizio regolare per conto del Lloyd Triestino, sulla rotta Trieste-Venezia-Brindisi-Suez-Aden-Bombay. Nel 1932 la nave venne trasferita alla rotta Trieste-Venezia-Brindisi-Pireo-Costantinopoli, passando per il canale di Corinto.
Dopo l'Incidente di Ual Ual, nel gennaio 1935 il Tevere venne dapprima noleggiato e poi requisito in febbraio dalla Regia Marina insieme ad un altro piroscafo del Lloyd Triestino, l'Urania, cui qualche mese dopo si aggiunsero altre sei navi passeggeri (Vienna, California, Gradisca, Helouan, Aquileia e Cesarea), per il trasporto dei feriti e dei malati tra le truppe inviate in Eritrea e Somalia in preparazione dell'invasione dell'Etiopia. Dotate di attrezzature molto all'avanguardia per l'epoca (tra cui apparati di condizionamento dell’aria), queste navi non vennero classificate e denunciate presso gli appositi organismi internazionali come navi ospedale, ma come «navi trasporto infermi»: dato che delle navi ospedale non avrebbero potuto trasportare truppe e rifornimenti ma solo feriti e malati, tale classificazione venne ideata per poter utilizzate le unità in questione come trasporti di truppe e rifornimenti per le operazioni in Eritrea e Somalia all'andata, senza ledere le convenzioni internazionali, e per rimpatriare e curare feriti e malati al ritorno (le missioni delle navi trasporto infermi si concludevano sempre a Napoli). Tale decisione venne motivata anche dal fatto che occorreva sfruttare appieno ogni singolo viaggio, dato che Massaua, Chisimaio e gli altri porti di Eritrea e Somalia erano scarsamente ricettivi ed attrezzati in maniera non adeguata. Ugualmente provviste di dotazioni sanitarie e di personale medico (tra cui una dozzina di crocerossine), le navi trasporto infermi si distinguevano dalle navi ospedale per la colorazione, bianca ma priva di croci rosse e strisce verdi prescritte per tali unità.

Il Tevere con la nuova colorazione del Lloyd Triestino

Qualora fossero insorte più serie complicazioni con il Regno Unito era stato deciso che le navi trasporto infermi sarebbero state subito denunciate a Ginevra come vere e proprie navi ospedale, ma tale risoluzione non venne mai attuata. Dal 1935 al luglio 1936 (periodo in cui le navi trasporto infermi compirono in tutto 57 missioni, trasportando 27.049 tra feriti e malati) la Tevere, dotata di 600 posti letto, venne quindi impiegata tra l'Italia e la futura Africa Orientale Italiana, trasportando truppe all'andata ed infermi al ritorno.
Riclassificate come vere e proprie navi ospedale e dotate dei contrassegni regolamentari, Urania e Tevere presero poi parte alle prime vicende della guerra civile spagnola: il 22 luglio 1936, cinque giorni dopo lo scoppio del conflitto, le due navi giunsero in Spagna, dove vennero utilizzate per l'evacuazione dei cittadini italiani e stranieri residenti in quella nazione ed intenzionati ad allontanarsene per non rimanere coinvolti nella guerra, effettuando quattro missioni durante il mese di luglio. Tra il 22 luglio ed il 10 agosto 1936 vennero evacuate complessivamente 8381 persone, tra cui circa 2000 italiani. Il salvataggio di tali persone, da parte di plotoni di marinai delle navi italiane deputati alla loro scorta ed alle trattative, risultò piuttosto complesso, in quanto esse erano considerate come latitanti dalle autorità repubblicane spagnole. Nel settembre 1936 la Tevere, ormeggiata a Barcellona, trasbordò sul piroscafo Sicilia, giunto da Genova, 91 persone, che vennero quindi trasportate nella città ligure.

La nave alla fine degli anni ’30

Riconvertito in trasporto, nel gennaio-febbraio 1937 il Tevere compì due missioni di trasporto di truppe e materiali del Corpo Truppe Volontarie in Spagna.
Restituito agli armatori, il piroscafo venne sottoposto a consistenti lavori di rimodernamento nelle sistemazioni interne per i passeggeri, mutando anche la colorazione: in sostituzione di scafo e fumaioli bianchi, che aveva sempre caratterizzato le navi prima del Lloyd Austriaco e poi del Lloyd Triestino, la nave venne verniciata di bianco con una sottile striscia azzurra subito sotto il bordo, ed i fumaioli vennero dipinti di giallo oro: si trattava dei nuovi colori della compagnia. Nel corso dello stesso 1937, finiti i lavori d'adattamento, il Tevere venne destinato ai collegamenti con l'Africa Orientale Italiana, sulla rotta Genova-Napoli-Suez-Aden-Massaua.
Il 3 ottobre 1939 il piroscafo venne fermato in alto mare da unità britanniche ed ispezionato da alcuni militari inglesi, che aprirono alcune lettere leggendone il contenuto e prendendo nota.
In vista dell'ingresso dell'Italia nella seconda guerra mondiale, il Tevere venne requisito a Napoli dalla Regia Marina il 27 maggio 1940 ed iscritto nel ruolo del naviglio ausiliario dello Stato (più precisamente del Naviglio Ausiliario Autonomo) il 25 luglio 1940 come nave ospedale, con 600 posti letto. Ridipinta pertanto secondo le norme stabilite dalla Convenzione di Ginevra per le navi ospedale (scafo e sovrastrutture bianche, fascia verde interrotta da croci rosse sullo scafo e croci rosse sui fumaioli), la nave, dotata di adeguate attrezzature sanitarie ed imbarcato personale medico, entrò in servizio nell'agosto 1940.
A differenza delle altre navi ospedale, impiegate per il rimpatrio dei feriti e dei malati dai vari teatri di guerra e territori oltremare, la Tevere, una volta operativa, venne dislocata a Taranto, restando a disposizione della I ed II Squadra Navale, svolgendo servizio esclusivamente per esse. Nell'ottobre 1940, stante la necessità di navi ospedale per il trasporto degli infermi dalla Libia, la Tevere venne distaccata per svolgere anche questo servizio, iniziando di fatto ad operare come le altre unità ospedaliere.

Il relitto della Tevere fotografato il 18 febbraio 1941, il giorno successivo all’affondamento.

Durante la navigazione di ritorno dalla Libia da una di queste missioni, il 20 dicembre 1940, la nave ospedale riportò qualche danno a causa del tempo avverso.
Il 17 febbraio 1941 la Tevere urtò, mentre si trovava nella rada di Tripoli nel corso di una nuova missione in Libia, una mina magnetica posata qualche tempo prima da velivoli tipo Fairey Swordfish dell'830 Squadron della Fleet Air Arm di Malta. L'esplosione uccise quattro uomini ed aprì una falla lunga 14 metri e larga 9 tra la paratia a proravia del locale macchina (parzialmente schiodatasi dal doppiofondo) e quella a poppavia della stiva n. 1, segnando la sorte della nave: nonostante i tentativi di tenerla a galla, protrattisi per tutto il giorno, la grossa nave ospedale, spezzata in chiglia (lo squarcio si estendeva dall'aletta antirollio di dritta fino a quella di sinistra) si posò infine, alle 17.15, sul bassofondale, sbandata sulla dritta, emergendo con tutte le sovrastrutture sino al ponte di coperta.

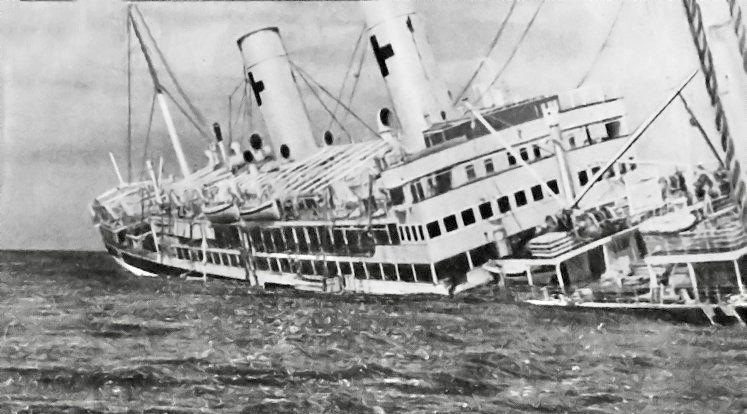
Un’altra immagine della Tevere dopo l’affondamento

Nel corso del suo servizio come nave ospedale la Tevere aveva svolto complessivamente otto missioni, trasportando in tutto circa 4.000 tra feriti e malati.
Grazie alla scarsa profondità delle acque in cui era affondata, dalla nave fu possibile asportare gran parte delle dotazioni sanitarie e dei materiali imbarcati, dopo di che il relitto venne temporaneamente utilizzato come banchina per le bettoline. Vennero poi avviati i lavori di recupero della nave: venne preparato un tampone in legno leggermente più lungo (un metro) della falla, e due sagome della forma delle due paratie lesionate, per poi chiudere lo squarcio con una colata di cemento, procedendo frattanto a sigillare gli oblò e le altre aperture sommerse, con l'impiego di palombari. Il 21 aprile 1941 il relitto della Tevere poté essere riportato a galla, venendo quindi rimorchiato entro il porto di Tripoli fatta arenare su basso fondale parallelamente al molo di sottoflutto..

Il relitto della nave ospedale probabilmente dopo l’inizio dei lavori di recupero

Dopo il recupero la nave non tornò mai più in servizio: il 20 gennaio 1943, nell'ambito dell'evacuazione e del blocco del porto di Tripoli in previsione della sua prossima caduta in mano britannica, l'immobilizzata Tevere venne minata e fatta saltare in aria per evitarne la cattura. Gli inglesi recuperarono il relitto e lo dichiararono “buona preda” nel corso del 1947,, per poi avviarlo alla demolizione. (secondo altra fonte la nave sarebbe stata riparata ed avrebbe ripreso servizio sotto bandiera italiana nel 1950, ma si tratta probabilmente di un'informazione errata).